# Бафинова струја
Бафинова струја (или Струја Бафиновог острва)је природни продужетак Западногренландске струје у Северном леденом океану. Њена просечна брзина је око 17 километара на дан. Ово је хладна морска струја која се код полуострва Лабрадор и истоименог мора улива у хладну Лабрадорску струју.